# Campeonato Mundial de Atletismo em Pista Coberta de 2010 - Salto em distância feminino
A prova do salto em distância feminino do Campeonato Mundial de Atletismo em Pista Coberta de 2010 foi disputada entre 13 e 14 de março no ASPIRE Dome, em Doha.

## Recordes
Antes desta competição, os recordes mundiais e do campeonato nesta prova eram os seguintes:
| Tipo                  | Atleta          | Marca  | Local        | Data                    |
| --------------------- | --------------- | ------ | ------------ | ----------------------- |
|                       | Heike Drechsler | 7,37 m | Viena        | 13 de fevereiro de 1988 |
| Recorde do campeonato | Heike Drechsler | 7,10 m | Indianápolis | 7 de março de 1987      |

## Medalhistas
| Ouro                 | Prata             | Bronze            |
| Brittney Reese (USA) | Naide Gomes (POR) | Keila Costa (BRA) |

## Resultados

### Eliminatórias
Estes são os resultados das eliminatórias. As 22 atletas inscritas foram reunidas em um grupo único, se classificando para a final todas as que atingissem 6,65 metros (Q) ou, no mínimo, oito atletas com as melhores marcas (q).
| Pos. | Atleta                           | #1   | #2   | #3   | Res.     | Notas                |
| ---- | -------------------------------- | ---- | ---- | ---- | -------- | -------------------- |
| 1    | POR Naide Gomes                  | 6.57 | x    | 6.61 | 6.61 (q) |                      |
| 2    | RUS Darya Klishina               | 6.52 | 6.47 | 6.46 | 6.52 (q) |                      |
| 3    | USA Brittney Reese               | x    | 6.52 | x    | 6.52 (q) |                      |
| 4    | UZB Yuliya Tarasova              | 6.44 | 6.41 | 6.51 | 6.51 (q) |                      |
| 5    | UKR Viktoriya Rybalko            | x    | 6.51 | x    | 6.51 (q) |                      |
| 6    | EST Ksenija Balta                | 6.26 | 6.50 | -    | 6.50 (q) |                      |
| 7    | BRA Keila Costa                  | 6.48 | 6.43 | x    | 6.48 (q) |                      |
| 8    | RUS Anna Nazarova                | 6.46 | 6.41 | x    | 6.46 (q) |                      |
| 9    | BLR Veronika Shutkova            | 6.42 | 6.43 | x    | 6.43     |                      |
| 10   | USA Brianna Glenn                | 6.23 | 6.08 | 6.40 | 6.40     |                      |
| 11   | GER Sostene Moguenara            | 6.37 | 6.33 | 6.21 | 6.37     |                      |
| 12   | GER Bianca Kappler               | 6.37 | x    | 6.30 | 6.37     |                      |
| 13   | JAM Jovanee Jarrett              | 6.37 | 6.19 | x    | 6.37     |                      |
| 14   | TUR Karin Mey Melis              | 6.25 | 6.36 | x    | 6.36     |                      |
| 15   | CAN Tabia Charles                | x    | 6.32 | 6.30 | 6.32     |                      |
| 16   | IRL Kelly Proper                 | x    | 6.13 | 6.29 | 6.29     |                      |
| 17   | CHN Minjia Lu                    | 5.75 | 6.25 | 6.18 | 6.25     | Recorde da temporada |
| 18   | UKR Viktoriya Molchanova         | 6.13 | x    | 6.05 | 6.13     |                      |
| 19   | SRI C.D. Priyadharshani Nawanage | 5.96 | x    | 6.06 | 6.06     | Recorde nacional     |
| 20   | PHI Marestella Torres            | 5.75 | 6.06 | 5.89 | 6.06     | Recorde da temporada |
| 21   | RSA Janice Josephs               | 6.02 | 5.86 | 5.69 | 6.02     | Recorde da temporada |
|      | BRA Eliane Martins               | x    | x    | x    | NM       |                      |

### Final
Estes são os resultados da final:
| Pos               | Atleta                | #1   | #2   | #3   | #4   | #5   | #6   | Res. | Notas                |
| ----------------- | --------------------- | ---- | ---- | ---- | ---- | ---- | ---- | ---- | -------------------- |
| Medalha de ouro   | USA Brittney Reese    | 6.70 | 4.84 | 6.10 | 6.58 | 6.66 | x    | 6.70 |                      |
| Medalha de prata  | POR Naide Gomes       | 6.67 | 6.65 | x    | x    | 6.67 | x    | 6.67 |                      |
| Medalha de bronze | BRA Keila Costa       | 6.63 | 6.39 | 6.48 | x    | x    | 6.63 | 6.63 | Recorde da temporada |
| 4                 | EST Ksenija Balta     | 6.54 | x    | 6.63 | 6.46 | 6.61 | 6.60 | 6.63 | Recorde da temporada |
| 5                 | RUS Darya Klishina    | 6.42 | 6.60 | x    | 6.62 | 6.44 | 6.44 | 6.62 |                      |
| 6                 | RUS Anna Nazarova     | 6.58 | 6.61 | 6.40 | 6.47 | 6.36 | 6.46 | 6.61 |                      |
| 7                 | UZB Yuliya Tarasova   | 6.54 | 6.28 | 6.22 | 6.22 | 6.31 | 6.41 | 6.54 |                      |
| 8                 | UKR Viktoriya Rybalko | x    | 6.28 | x    | x    | 6.27 | x    | 6.28 |                      |

Legenda
| Recorde mundial       | Recorde mundial (World record)               |                       | Recorde africano                      | Recorde africano (African) |                                           | Q | Classificado por posição (Qualified) |
| Recorde do campeonato | Recorde do campeonato (Championship record)  | Recorde da América    | Recorde da América (Americas)         | q                          | Classificado por melhor tempo (Qualified) |   |                                      |
| Melhor marca do ano   | Melhor marca do ano (World leading)          | Recorde asiático      | Recorde asiático (Asian)              | DNS                        | Não largou (Did not start)                |   |                                      |
| Recorde nacional      | Recorde nacional (National record)           | Recorde europeu       | Recorde europeu (European)            | DNF                        | Não terminou (Did not finish)             |   |                                      |
| Recorde pessoal       | Recorde pessoal do atleta (Personal best)    | Recorde da Oceania    | Recorde da Oceania (Oceania)          | DSQ / DQ                   | Desclassificado (Disqualified)            |   |                                      |
| Recorde da temporada  | Recorde da temporada do atleta (Season best) | Recorde sul-americano | Recorde sul-americano (South America) | NM                         | Sem marca (No mark)                       |   |                                      |